# スピリチュアル (チャーリー・ヘイデン&ハンク・ジョーンズのアルバム)
『スピリチュアル』（原題：Steal Away）は、アメリカ合衆国のジャズ・ミュージシャン、チャーリー・ヘイデンとハンク・ジョーンズが連名で1994年に録音・1995年に発表したスタジオ・アルバム。

## 背景
スピリチュアルなどの伝統歌を、ベースとピアノのデュオ編成で演奏した作品である。ヘイデンは、スミソニアン博物館のコレクション「ジャズ・ピアノ」に収録されていたジョーンズの「イッツ・ミー、オー・ロード」の演奏に感銘を受け、本作の制作を思いついたという。
ヘイデン作の「スピリチュアル」は、ヘイデンとリベレーション・ミュージック・オーケストラの連名のアルバム『ドリーム・キーパー』収録曲の再演である。アルバムを締めくくる「賛美歌メドレー」は、いずれも白人が作った曲だが、アフリカ系アメリカ人の間でも広く歌われてきた4曲が選ばれている。ジャケットには、ウォーカー・エバンスが1936年に撮影した南カリフォルニアの木造の教会が使用され、裏ジャケットにはエバンスが同年に撮影したアラバマ州の教会の内部がフィーチャーされた。
なお、両名は2010年2月にも再び、デュオ編成で多数の伝統歌を録音しており、ジョーンズの没後の2012年にアルバム『カム・サンデイ』として発表された。

## 反響・評価
『ビルボード』のジャズ・アルバム・チャートでは6位に達した。第38回グラミー賞では、本作が最優秀ジャズ・インストゥルメンタル・パフォーマンス賞にノミネートされ、収録曲「ゴー・ダウン、モーゼ」は最優秀ジャズ・インストゥルメンタル・ソロ賞にノミネートされた。
スコット・ヤナウはオールミュージックにおいて5点満点中4点を付け「メロディックでありつつ絶妙にスウィングしている演奏は、聴き手の興味を常に惹きつけ、何度も繰り返し聴くに値する」と評している。また、『CDジャーナル』のミニ・レビューでは「静寂な中に個性がぶつかり合い、素晴らしい対話が綴られていく」と評されている。
シャイ・マエストロのアルバム『ヒューマン』（2021年発表）収録曲「ハンク・アンド・チャーリー」は、本作に捧げられた曲である。

## 収録曲
特記なき楽曲はトラディショナル・ソング。なお、3.以外は本作の制作時点でパブリックドメインとなっていた。
1. イッツ・ミー、オー・ロード - "It's Me, O Lord (Standin' in the Need of Prayer)" - 5:21
2. 誰も知らない私の悩み - "Nobody Knows the Trouble I've Seen" - 3:44
3. スピリチュアル - "Spiritual" (Charlie Haden) - 4:19
4. ウェイド・イン・ザ・ウォーター - "Wade in the Water" - 4:04
5. スウィング・ロウ、スウィート・チャリオット - "Swing Low, Sweet Chariot" - 2:04
6. 時には母のない子のように - "Sometimes I Feel Like a Motherless Child" - 4:31
7. 私の愛 - "L' Amour de Moy" - 4:54
8. ダニー・ボーイ - "Danny Boy" (Frederic Weatherly) - 5:50
9. アイヴ・ガット・ア・ローブ、ユー・ガット・ア・ローブ - "I've Got a Robe, You Got a Robe (Goin' to Shout All over God's Heav'n)" - 3:49
10. スティール・アウェイ - "Steal Away" - 2:48
11. ウィー・シャル・オーヴァーカム - "We Shall Overcome" - 5:33
12. ゴー・ダウン、モーゼ - "Go Down Moses" - 6:03
13. マイ・ロード、ホワット・ア・モーニン - "My Lord, What a Mornin'" - 4:35
14. 賛美歌メドレー - "Hymn Medley" - 7:37
  - アバイド・ウィズ・ミー - "Abide with Me" (Henry Francis Lyte, William Henry Monk)
  - ジャスト・アズ・アイ・アム・ウィザウト・ワン・プリー - "Just as I Am Without One Plea" (Charlotte Elliott, William Bachelder Bradbury)
  - ホワット・ア・フレンド・ウィー・ハヴ・イン・ジーザス - "What a Friend We Have in Jesus" (Joseph Scriven, Charles Crozat Converse)
  - アメイジング・グレイス - "Amazing Grace" (John Newton)

## 参加ミュージシャン
- チャーリー・ヘイデン - ベース
- ハンク・ジョーンズ - ピアノ